# Сустиненте
Сустинѐнте (на италиански: Sustinente, на местен диалект: Süstinènt, Сюстинент) е село и община в Северна Италия, провинция Мантуа, регион Ломбардия. Разположено е на 17 m надморска височина. Населението на общината е 2238 души (към 2010 г.).